# Chimán (distrito)

Localização do distrito de Chimán.

Chimán é um distrito da província de Panamá, Panamá. Possui uma área de 1.139,60 km² e uma população de 4.086 habitantes (censo 2000), perfazendo uma densidade demográfica de 3,59 hab./km². Sua capital é a cidade de Chimán.